# أليكس ميسكيرتشيان
أليكس ميسكيرتشيان مواليد 24 ديسمبر 1985 في تبليسي، هو ملاكم محترف أرمني يصنف ضمن فئة وزن الريشة بدأ مسيرته الاحترافية سنة 2005 حيث انتصر في نزاله الأول.

## المسيرة الاحترافية
من نزالاته:
- خسر أمام فيوريل سيميون (2016/03/18).
- خسر أمام كورنيليوس لوك بالضربة الفنية القاضية (2015/08/25).

## إحصائيات
خاض خلال مسيرته 32 نزالا، فاز في 26 وتعادل في 1 وخسر في 5. فاز بالضربة القاضية في 10 نزالات.

## وصلات خارجية
- أليكس ميسكيرتشيان على موقع بوكس ريك (الإنجليزية) (registration required)
- الموقع الرسمي